# فيت تان نوين
فيت تان نوين (بالإنجليزية: Viet Thanh Nguyen)‏ (13 مارس 1971 في فيتنام)؛ روائي أمريكي.

## روابط خارجية
- فيت تان نوين على موقع IMDb (الإنجليزية)
- فيت تان نوين على موقع مونزينجر (الألمانية)
- فيت تان نوين على موقع قاعدة بيانات الفيلم (الإنجليزية)